# Santa Luzia do Norte (Ecoporanga)
Santa Luzia do Norte é um distrito do município brasileiro de Ecoporanga, no interior do estado do Espírito Santo. Segundo o censo demográfico de 2022, realizado pelo Instituto Brasileiro de Geografia e Estatística (IBGE), sua população era de 624 habitantes e havia 231 domicílios particulares permanentes ocupados.
Foi criado pela lei estadual nº 3.046 de 14 de maio de 1976. Era conhecido no passado como Patrimônio dos Pretos, devido à presença significativa de afrodescendentes, sendo renomeado para Santa Luzia do Norte em referência à padroeira católica da localidade, Santa Luzia. No entanto, ainda são encontrados no distrito grupos de capoeira e a fabricação de instrumentos como o atabaque, berimbau e pandeiro.